# Jules Cavaillès
Jules Cavaillès (ur. 20 czerwca 1901 w Carmaux, zm. 29 stycznia 1977 w Épineuil) – francuski malarz.
Od 1950 profesor École des Arts Décoratifs w Paryżu. Malował w stylu zbliżonym do realizmu, uprawiał głównie malarstwo sztalugowe (pejzaże, martwe natury, wnętrza), monumentalne (dekoracje) oraz grafikę (litografię).

## Twórczość
- „Martwa natura z owocami i bukietem kwiatów” (1932),
- „Port” (1940),
- „Liberation de Paris” (1944)